# Едуард Изповедник
Едуард Изповедник (на английски: Edward the Confessor) е последният англосаксонски крал на Англия. Управлява от 1042 до смъртта си през 1066 г. Син е на Етелред Бавния и Ема Нормандска. Канонизиран от католическата църква през 1161 г.

## Управление
Крал Едуард обикновено е възприеман като несветски, набожен и благочестив, като неговото управление е известно с дезинтеграцията на кралската власт във Великобритания. Неговите биографи Франк Барлоу и Питър Рекс оспорват това, описвайки го като успешен крал, който е бил енергичен, находчив и съобразителен и понякога дори безмилостен, но тази репутация е била несправедливо опетнена от Норманското нашествие скоро след неговата смърт. Обаче други историци оспорват това негово описание като особено невярно за неговата втора част от живота му, например за Ричард Мортимър завръщането на Годуин „означава ефективния край на неговото упражняване на власт“ като разликата в нивото на активност спрямо първата част на живота му „включва отдръпване от дейност“.
Едуард си спечелва титлата Изповедник, защото се приема, че е живял своя живот свято, без да е бил мъченик. Канонизиран е от папа Александър III и е почитан от Англиканската църква, от Римокатолическата църква в Англия и Уелс. Така че свети Едуард бива един от основните светци на Англия преди възприемането на свети Георги като светец патрон.